# Arbeiter-Schwimm-Verein Wien
Der Arbeiter-Schwimm-Verein Wien, kurz ASV Wien, ist ein österreichischer Wasserballverein aus Wien. Der Verein wurde vom Leipziger Max Kurze am 12. September 1909 gegründet. Die Heimspiele werden im Amalienbad ausgetragen, die Vereinsfarben sind rot und weiß.

## Geschichte
In der Arbeiter Zeitung wurde vom Leipziger Max Kurze per Inserat Mitglieder für einen Schwimmverein gesucht. Der Verein wurde am 12. September 1909 in der Kreitnergasse 29 in Ottakring gegründet, erster Obmann wurde Johann Swoboda, sein Stellvertreter Franz Porsche. Die Schwimmübungen wurden ab dem 2. November 1909 im Margaretenbad veranstaltet. Als Naturbad wurde dem Verein 1910 die Hahninsel beim Gänsehäufel zugesprochen und 1911 wieder weggenommen. 1912 eröffnete das Arbeiterstrandbad, bei dem Vereinsmitglieder beim Bau beteiligt waren. 1913 bot der Verein im Wilhelminenbad in Ottakring seine Schwimmübungen an.
1919 wurde eine Leichtathletiksektion gegründet. Auf Initiative von ASV-Mitgliedern wurde der Verband der Arbeiter- und Soldatensportvereine Österreichs gegründet. 1924 siedelten sich der ASV Wien, der Wiener Arbeiter-Turnverein und der Arbeitsgemeinschaft für Sport und Körperkultur in Österreich (ASKÖ), früher VAS, am Margarethengürtel an.
Im Amalienbad, das 1926 eröffnet wurde, und im Jörgerbad fand um den 1. Mai 1945 die Meisterschaften des Vereins statt. In der Chronik wird 1929 ein Handballspiel gegen Nord Wien erwähnt. Im Februar 1934 werden alle Arbeitersportvereine aufgelöst. Die früheren Vereinsmitglieder des ASV Wien treffen sich unter dem Namen Bewegung XVII im Jörgerbad und in der Hernalser Sportschule.
Im September 1945 wird das Vereinsleben wieder aufgenommen und ein kostenloser Schwimmunterricht im Margarethenbad angeboten. Das völlig zerstörte Arbeiterstrandbad wurde vom ASV Wien übernommen. Im Dezember 1945 organisierte der Verein die ersten Wiener Meisterschaften nach dem Krieg im Margarethenbad.

## Wasserball
Die Wasserballer des Vereins gewannen Anfang der 1980 und Mitte der 2000er Jahre den österreichischen Staatsmeistertitel, die Wasserballerinnen holten diesen zwischen 2004 und 2015 fünf Mal.
Erfolge
- 7 × Österreichischer Meister (Männer): 1983, 1984, 2005, 2006, 2020, 2024, 2025
- 7 × Österreichischer Meister (Damen): 2004, 2010, 2011, 2013, 2015, 2023, 2025